# Ulcerate
Ulcerate (v překladu z angličtiny hnisat) je novozélandská death metalová hudební skupina z Aucklandu, kterou v roce 2000 založili původně pod názvem Bloodwreath bubeník Jamie Saint Merat a kytarista Michael Hoggard. V roce 2002 došlo k přejmenování na současný název. Raný zvuk kapely byl ovlivněn deathmetalovými stálicemi Gorguts, Immolation a Cryptopsy.
Debutové studiové album s názvem Of Fracture and Failure vyšlo roku 2007 pod křídly nizozemského vydavatelství Neurotic Records.

## Diskografie
Dema
- Ulcerate (2003)
- The Coming of Genocide (2004)

Studiová alba
- Of Fracture and Failure (2007)
- Everything Is Fire (2009)
- The Destroyers of All (2011)
- Vermis (2013)
- Shrines of Paralysis (2016)
- Stare into Death and Be Still (2020)
- Cutting the Throat of God (2024)

Kompilační alba
- The Coming of Genocide (2006) – CD kompilace obou demonahrávek Ulcerate a The Coming of Genocide

Singly
- Confronting Entropy (2013)
- The Dawn Is Hollow (2024)
- To Flow Through Ashen Hearts (2024)